# Weidman
Pour les articles homonymes, voir Weidmann.
Weidman est une census-designated place située dans le comté d’Isabella, dans l’État du Michigan, aux États-Unis. Sa population, qui s’élevait à 959 habitants lors du recensement de 2010, est estimée à 991 habitants au 1er juillet 2020.